# Château-Guibert
 Château-Guibert  es una población y comuna francesa, en la región de Países del Loira, departamento de Vendée, en el distrito de La Roche-sur-Yon y cantón de Mareuil-sur-Lay-Dissais.

## Demografía
| 1059 | 1020 | 941 | 1074 | 1066 | 1107 |
| Para los censos de 1962 a 1999 la población legal corresponde a la población sin duplicidades (Fuente: INSEE [Consultar]) |      |     |      |      |      |